# Arsaces XVI
Arsaces XVI fue un gobernante del Imperio parto durante la Época oscura de Partia, enfrentado a Orodes I. Su reinado se extiende en fechas aproximadas desde el 77 a. C. hasta el 61 a. C.

## La figura de Arsaces XVI
El descubrimiento de este rey arsácida es bastante reciente a partir de la interpretación de un ostracón de Nisa donde se menciona la entronización de un rey Arsaces. Este Arsaces (XVI) bien pudo ser hijo de Mitrídates II si tenemos en cuenta la palabra ΘΕΟΠΑΤΟΡΟΣ (hijo del divino). Mitrídates II por edad y por su largo reinado pudo haber sido lo suficiente importante como para servir de legitimación para Arsaces XVI, aunque este abandonó en sus emisiones monetarias la representación de su padre, la tiara adoptada en el 92 a. C..
Las fuentes romanas también menciona a un rey Arsaces que entabló negociaciones con Roma para enfrentarse a Tigranes II de Armenia, que investigaciones actuales relacionan con Arsaces XVI. Más cuando Dion Casio en su Historia Romana (libros 36 y 40) menciona al sucesor, Fraates III, como hijo de Sinatruces, y sus hijos Mitrídates IV y Orodes II, por tanto no hay duda que este Arsaces no tenía nada que ver con Sinatruces y sus sucesores y que estamos ante un rey distinto, Arsaces XVI.

## Reinado
Según las fuentes documentales Arsaces XVI se rebeló en la zona norte de Partia en torno al 77 a. C. Poco tiempo después logró desalojar a Orodes I de Susa y finalmente en el 75 a. C. tomó Babilonia. Es posible que Arsaces tuviera la ayuda militar del rey de Elymaida, Kamnaskires III, quien pese a ser derrotado por Orodes había vuelto a retomar el poder en la región.
Como muchos de los reyes partos, Arsaces XVI emitió sus monedas de entronización en la ceca de Seleucia del Tigris, así mismo otras monedas fueron producidas en Ecbatana, Rhagae, Susa y Nisa lo que demuestra que controlaba gran parte del territorio parto. Es muy posible que Sinatruces, quien ya se había rebelado en el año 92 a. C. y fue expulsado por Orodes, solo controlara, en su nueva rebelión, las provincias orientales sin suponer una verdadera amenaza para Arsaces XVI.
Arsaces XVI estuvo involucrado, en el contexto internacional, en las guerras mitridáticas. Las recientes investigaciones han determinado que el rey Arsaces mencionado en cuatro fuentes clásicas corresponden a Arsaces XVI. Unido al hecho de que los textos cuneiformes y los bronces anuales de Susa sitúan a Arsaces en Babilonia cuando ocurrieron los hechos de la tercera guerra mitridática.
Tanto Mitrídates VI del Ponto, enfrentado a la República romana desde el año 88 a. C., como su aliado Tigranes el Grande de Armenia solicitaron ayuda a Arsaces XVI, incluso a costa de devolver a Partia territorios arrebatados en el pasado por Armenia. Roma no quedó atrás y el general Lucio Licinio Lúculo envió una embajada a Partia que consiguió que Arsaces rompiera con Tigranes II, aunque las negociaciones posteriores fueron con Fraates III sucesor de Arsaces XVI.
Sabemos que en un determinado momento Fraates III, que sucedió a su padre Sinatruces muerto en el 69 a. C., inició una rebelión en la zona norte y centro de Partia. La rebelión tuvo que ser de importancia, pues en los textos de Babilonia aparece la fórmula parta para diferenciar a los distintos arsaces que disputan el trono, el nombre de nacimiento y el de su esposa asociada:

Línea 1 Arsaces es Rey. Línea 2 [y P]iruztana,Línea 3 su esposa, la Reina
Colofón astronómico en Babilonia, 69/68 a. C.

El año 67 a. C. parece ser la última vez que en los registro babilónicos Arsaces XVI y la reina Piruztana aparecen en Mesopotamia (mención de un eclipse lunar). Al año siguiente se confirma que Fraates estaba asentado en Babilonia, así, Dion Casio menciona que el general romano Pompeyo estableció relaciones diplomáticas con el sucesor de Arsaces, Fraates III, fechadas en el 66 a. C.
Esto, no obstante, no indica que Arsaces XVI desapareciera de la escena política, ya que una serie de monedas de campaña han sido atribuidas al rey Arsaces hasta el año 62 a. C., cuando desaparece de la historia.
| Predecesor: Orodes I | Rey de Partia (de la Dinastía Arsácida) 77 – 61 a. C. en guerra contra Sinatruces y Fraates III | Sucesor: Fraates III |